# Мухонская
Мухонская — деревня в Вилегодском муниципальном округе Архангельской области.

## География
Находится в юго-восточной части Архангельской области, при автодороге А123, у западной окраины административного центра района села Ильинско-Подомское.

## История
Была отмечена уже только в 1939 году в составе Ильинского сельсовета. До 2020 года входила в состав Ильинского сельского поселения до его упразднения.

## Население
Численность населения: 1454 человека (русские 99 %) в 2002 году, 624 в 2010.